# Lee Seung Hwan
Lee Seung- Hwan (Busanjin, Busan, Corea del Sur; 1969-) es un cantante surcoreano.

## Vida personal
Lee se casó con Chae Rim en 2003, sin embargo la pareja se divorció en el año 2006.

## Trayectoria
Ha publicado más de 10 diferentes singles, álbumes y EPs que alcanzaron el número uno. 
Abrió su propia compañía "Dream Factory Club", la cual estima que ha vendido más de 10 millones de discos, incluyendo singles.
Su álbum debut titulado "... BC 603" lo catapultó a la fama el 15 de octubre de 1989. Ganó Disco Artista Nuevo de Oro en 1991. 

## Apoyo a caridad
Participó en el concierto "착하게 살자" (lit.: Let's Live a Good Life), un concierto de recaudación de fondos donde participa cada año. Parte del dinero recaudado se destina a la Fundación de Corea la leucemia infantil.